# 毛利広信
毛利 広信（もうり ひろのぶ、享保6年6月1日（1721年6月25日） - 享保18年9月30日（1733年11月6日））は、長州藩一門家老である右田毛利家の6代当主。
父は毛利広政。母は厚狭毛利家毛利就久の娘。妹に毛利広定室。養子に毛利広定。幼名は長熊。通称は豊三郎。

## 生涯
享保6年（1721年）6月、一門右田毛利広政の長男として生まれる。享保18年（1733年）3月に広定が死去し、同年5月に家督を相続、藩主毛利宗広の偏諱を受け広信と名乗る。しかし、同年9月30日に急死する。享年13。妹婿として毛利匡広の三男の匡達（広定）が養子となり、家督を相続した。
広信の死で毛利元政の系統の当主が絶え、以降の当主は毛利元知の子孫である広定の系統が代々相続することとなる。